# Municipio de Pencil Bluff
El municipio de Pencil Bluff (en inglés: Pencil Bluff Township) es un municipio ubicado en el condado de Montgomery en el estado estadounidense de Arkansas. En el año 2010 tenía una población de 394 habitantes y una densidad poblacional de 8,38 personas por km².

## Geografía
El municipio de Pencil Bluff se encuentra ubicado en las coordenadas 34°40′14″N 93°44′48″O / 34.67056, -93.74667. Según la Oficina del Censo de los Estados Unidos, el municipio tiene una superficie total de 47.02 km², de la cual 46,37 km² corresponden a tierra firme y (1,39 %) 0,66 km² es agua.

## Demografía
Según el censo de 2010, había 394 personas residiendo en el municipio de Pencil Bluff. La densidad de población era de 8,38 hab./km². De los 394 habitantes, el municipio de Pencil Bluff estaba compuesto por el 94,92 % blancos, el 1,27 % eran amerindios, el 1,52 % eran asiáticos y el 2,28 % eran de una mezcla de razas. Del total de la población el 0,25 % eran hispanos o latinos de cualquier raza.